# Skoda (football)
Pour les articles homonymes, voir Skoda.
João Rafael dos Santos, plus communément appelé Skoda, est un footballeur portugais né le 17 mars 1960 à Faro. Il évoluait au poste de milieu central.

## Biographie

### En club
Issu de la formation du Sporting Farense, d'abord présent dans l'effectif professionnel en 1978-1979, il commence sa carrière en deuxième division portugaise lors de la saison 1979-1980,,.
En 1983, il découvre la première division avec le Boavista FC, club qu'il représente durant une unique saison,,.
Il devient ensuite joueur du Portimonense SC en 1984,. 
Il joue pendant neuf saisons au sein du club de la région de l'Algarve et raccroche les crampons en 1993,.
Il dispute un total de 169 matchs pour huit buts marqués en première division portugaise,.

### En équipe nationale
International portugais, il reçoit une unique sélection en équipe du Portugal en 1987. Le 29 mars, dans le cadre des éliminatoires de l'Euro 1988, il dispute un match contre Malte (match nul 2-2 à Funchal).